# Luke Mossey
Luke Mossey (Cambridge, 22 september 1992) is een Brits motorcoureur.

## Carrière
Mossey begon zijn motorsportcarrière op zesjarige leeftijd. Tussen 1999 en 2003 won hij ieder jaar het Britse minibike-kampioenschap. In 2008 stapte hij over naar 125cc-motoren, waarin hij deelnam aan een aantal nationale races. In 2009 kwam hij uit in het Britse Superstock 600-kampioenschap. Hij won vijf races, maar miste een race en viel drie keer uit. Mede hierdoor werd hij tweede in de eindstand. Dat jaar debuteerde hij tevens in de 250cc-klasse van het wereldkampioenschap wegrace als wildcardcoureur tijdens zijn thuisrace op een Aprilia, waarin hij als achttiende finishte.
In 2010 stapte Mossey over naar het Brits kampioenschap Supersport, waar hij op een Triumph in acht van de twaalf races reed. Een negende plaats op Mallory Park was zijn beste resultaat en hij werd met 25 punten zeventiende in het klassement. Hij kwam ook in aanmerking voor de Supersport Cup-klasse, waarin hij vier races won. Met 100 punten werd hij zesde in deze klasse. Daarnaast nam hij deel aan het wereldkampioenschap Superstock 600 op Silverstone en won de race.
In 2011 reed Mossey enkel in de hoofdklasse van het Brits kampioenschap Supersport op een Triumph. Hij behaalde drie podiumplaatsen: twee op het Snetterton Motor Racing Circuit en een op Silverstone. Met 178 punten werd hij achtste in het eindklassement. In 2012 stond hij enkel op Oulton Park op het podium, maar hij verbeterde zichzelf wel naar de zevende plaats in de eindstand met 172 punten. Dat jaar debuteerde hij tevens in het wereldkampioenschap Supersport op Donington Park als wildcardcoureur op een Triumph. Hij werd vijftiende in de race en scoorde hiermee een punt.
In 2013 nam Mossey deel aan vijf van de twaalf raceweekenden van het Brits kampioenschap Supersport op een Triumph. Hij behaalde zijn eerste zege op Silverstone en behaalde nog twee andere podiumplaatsen. Met 117 punten werd hij elfde in het klassement. Dat jaar stond hij ook ingeschreven voor de WK Supersport-ronde in Moskou, maar de race werd afgelast na het dodelijke ongeluk van Andrea Antonelli. In 2014 won Mossey twee races in het Brits kampioenschap op het Knockhill Racing Circuit en op Donington Park en stond hij in zes andere races op het podium. Met 244 punten werd hij zevende in de eindstand.
In 2015 maakte Mossey de overstap naar het Brits kampioenschap superbike, waarin hij op een Kawasaki reed. Hij behaalde twee podiumfinishes op het Thruxton Circuit en het TT-Circuit Assen. Met 168 punten sloot hij zijn debuutseizoen af op de zevende plaats. In 2016 behaalde Mossey vier podiumplaatsen op Knockhill, Thruxton, Brands Hatch en Oulton Park. Hiermee plaatste hij zich voor "The Championship Showdown", waarin de beste zes coureurs tijdens de laatste drie raceweekenden strijden om de titel. Desondanks eindigde hij als zesde in het kampioenschap met 550 punten.
In 2017 kende Mossey een sterk start van het seizoen met twee overwinningen op Brands Hatch en drie aanvullende podiumplaatsen in de eerste vier raceweekenden. Op dit punt van het seizoen stond hij aan de leiding in het kampioenschap. Hierna finishte hij echter nooit hoger dan vijfde en hij zakte terug naar de negende plaats in de eindstand met 186 punten. In 2018 kende hij een lastig jaar; een vijfde plaats in de seizoensopener op Donington was zijn beste resultaat en hij werd met 97 punten zestiende in het kampioenschap. Wel debuteerde hij dat jaar in het wereldkampioenschap superbike op Donington op een Kawasaki als eenmalige vervanger van Yonny Hernández. Hij eindigde de races als zeventiende en veertiende, waardoor hij twee kampioenschapspunten scoorde.
In 2019 stapte Mossey binnen het kampioenschap over naar een Suzuki. Zijn beste raceklassering was een vierde plaats in de seizoensopener op Silverstone en hij werd met 122 punten twaalfde in de eindstand. In 2020 stapte het team van Mossey over naar een BMW. Hij behaalde zelf twee zesde plaatsen op Donington en Brands Hatch. Met 95 punten werd hij elfde in het klassement.
In 2021 deed Mossey een stap terug naar het Britse Superstock-kampioenschap, waarin hij op een Kawasaki reed. Hij won drie races op Brands Hatch, Donington Park en Oulton Park en  stond in vier andere races op het podium. Met 199 punten werd hij vijfde in het kampioenschap. Aan het eind van het jaar keerde hij terug in het Brits kampioenschap superbike op een Honda als eenmalige vervanger van Dan Linfoot in het laatste raceweekend op Brands Hatch. Hij behaalde weliswaar pole position, maar kwam nooit hoger dan een dertiende plaats in de race. Daarnaast reed hij dat jaar werderom in het wereldkampioenschap superbike op Donington op een Kawasaki als eenmalige vervanger van Samuele Cavalieri. Hij behaalde twee punten met een veertiende plaats in de eerste race van het weekend.
In 2022 keert Mossey terug in het Brits kampioenschap superbike op een Honda.